# Garganta la Olla
Garganta la Olla és un municipi de la província de Càceres, a la comunitat autònoma d'Extremadura (Espanya).

## Demografia
| 1.207 | 1.068 | 1.044 | 1.040 | 1.169 | 1.157 | 1.151 | 1.153 | 1.152 | 1.112 |